# Línea 88 de Moventis
La línea 88 es una línea regular de autobús urbano de la ciudad de Barcelona, gestionada antiguamente por la empresa Monbus. Desde 2023 esta ruta la gestiona Moventis y es dividida en dos líneas (88 y 89). Esta nueva línea 88 hace su recorrido entre las estaciones de Paral·lel y ZAL | Riu Vell, con una frecuencia de 20 minutos aproximadamente.

## Otros datos
| Prestación                   | Disponibilidad en la línea |
| ---------------------------- | -------------------------- |
| Adaptada a                   | Sí                         |
| TMB iBus (tiempo de espera ) | No                         |
| Pantallas informativas       | No                         |
| Línea de tránsito rápido     | No                         |
| Circula en días festivos     | No                         |